# نيكولاج شرودر
نيكولاج شرودر (بالسويدية: Nic Schröder)‏ هو مغني ومقدم تلفزيوني وممثل سويدي، ولد في 14 فبراير 1980.

## وصلات خارجية
- نيكولاج شرودر على موقع IMDb (الإنجليزية)
- نيكولاج شرودر على موقع قاعدة بيانات الأفلام العربية
- نيكولاج شرودر على موقع ميوزك برينز (الإنجليزية)
- نيكولاج شرودر على موقع أول موفي (الإنجليزية)
- نيكولاج شرودر على موقع قاعدة بيانات الأفلام السويدية (السويدية)
- نيكولاج شرودر على موقع قاعدة بيانات الفيلم (الإنجليزية)
- نيكولاج شرودر على موقع كينوبويسك (الروسية)